# 蓬溪站
蓬溪站是一个位于四川省遂宁市蓬溪县赤城镇的铁路车站，建于2009年，現在為四等站，距达州站204km，距成都站199km。车站隶属於中国铁路成都局集团遂宁车务段管辖，現辦理客运业务，貨運整理貨物及泥砂石土般物發到。

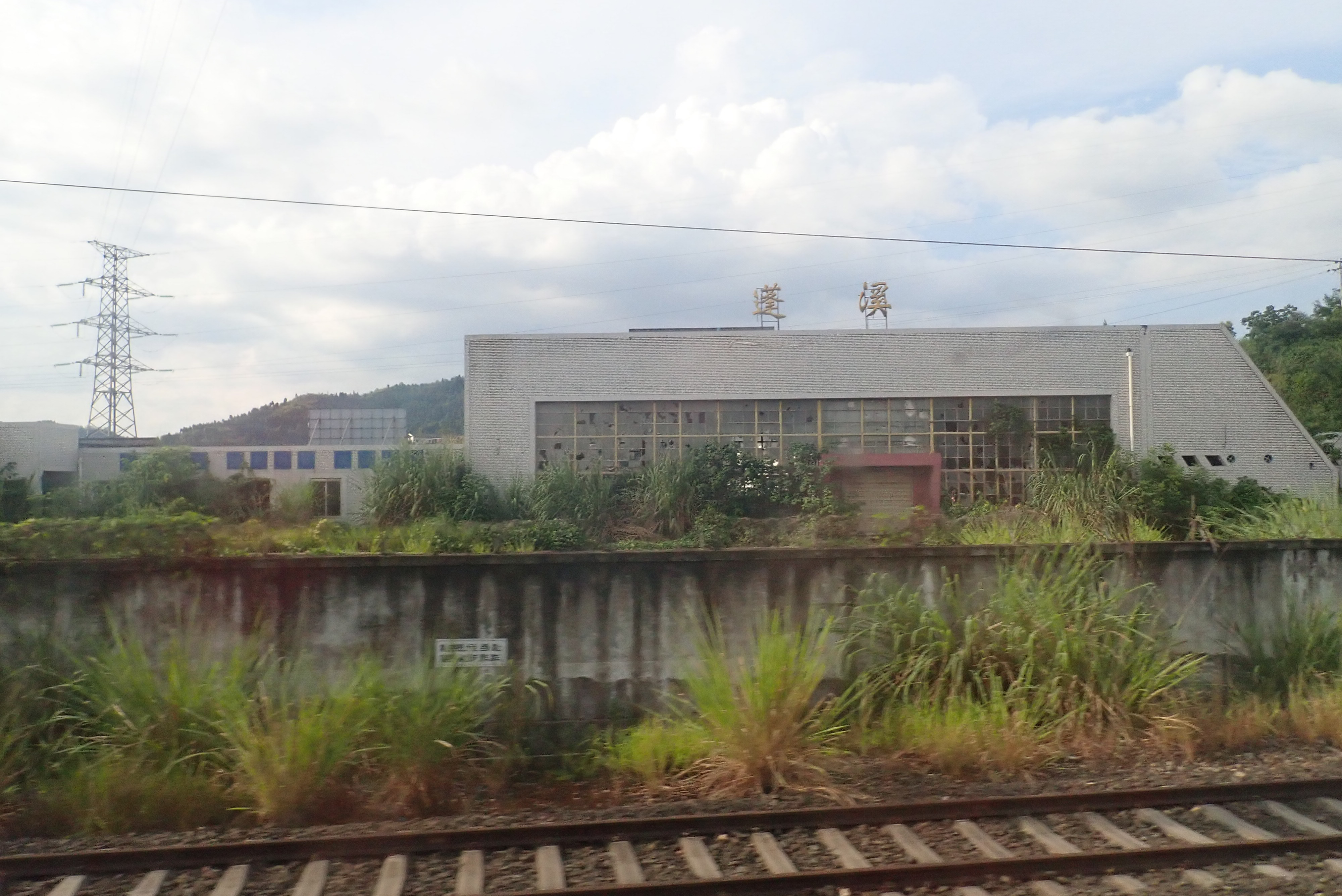
2018年，列车上拍摄的蓬溪站老站房

## 歷史
- 2009年蓬溪火车站陸續開通營務